# Vredenhof (Schiermonnikoog)
Vredenhof is een begraafplaats op het Nederlandse eiland Schiermonnikoog, aangelegd voor de aldaar aangespoelde drenkelingen.

## Geschiedenis
Aanvankelijk werden aangespoelde drenkelingen op Schiermonnikoog begraven in de duinen. In de 19e eeuw werd dit verboden. In 1863 werden zeven bemanningsleden van een gestrand Zweeds schip begraven op de plek in de buurt van het latere Vredenhof. Ook later werd er nog een drenkeling in deze omgeving begraven. In 1917 namen enkele inwoners van Schiermonnikoog het initiatief voor de stichting van Vredenhof, een begraafplaats voor de aangespoelde drenkelingen tijdens de Eerste Wereldoorlog. Ook drenkelingen uit de Tweede Wereldoorlog liggen hier begraven. De begraafplaats ligt ten noordoosten van het dorp aan de Reddingsweg, verscholen tussen de bomen. Het baarhuisje dateert uit 1925 en is ontworpen door gemeente-architect Klaas Kuipers uit Olst. Een van de stichters van het kerkhof, de hotelhouder Sake van der Werff, werd er zelf op 6 mei 1955 begraven. Na zijn overlijden kwam het beheer van het kerkhof in handen van de stichting "Vredenhof".
De oud-directeur van het loodswezen in Rotterdam, Lammert Wiersma schreef het gedicht Fredenhaf, een gedicht dat is geschreven in het Schiermonnikoogs en dat is opgenomen in de taalroute van het eiland (zie afbeelding).

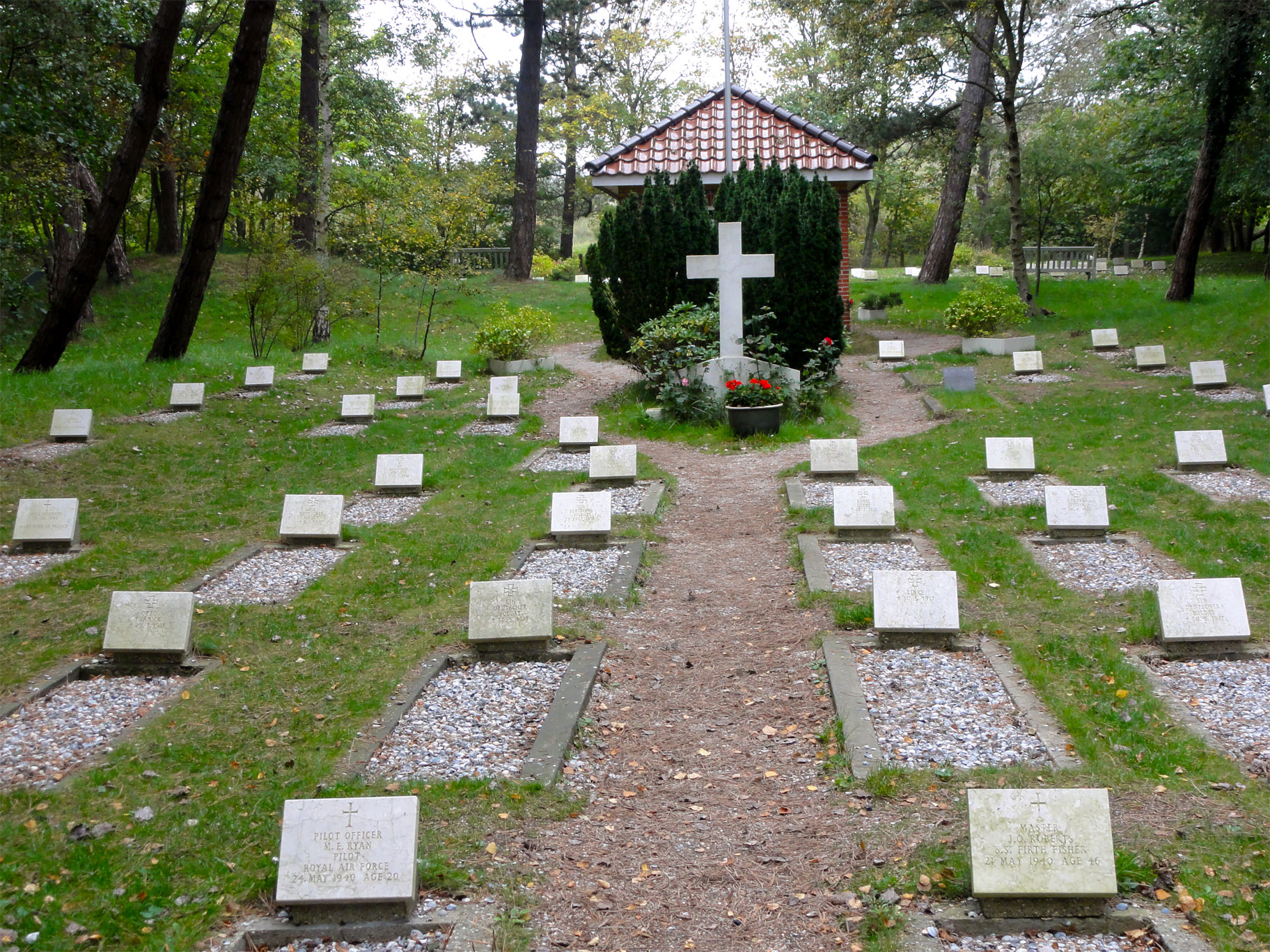
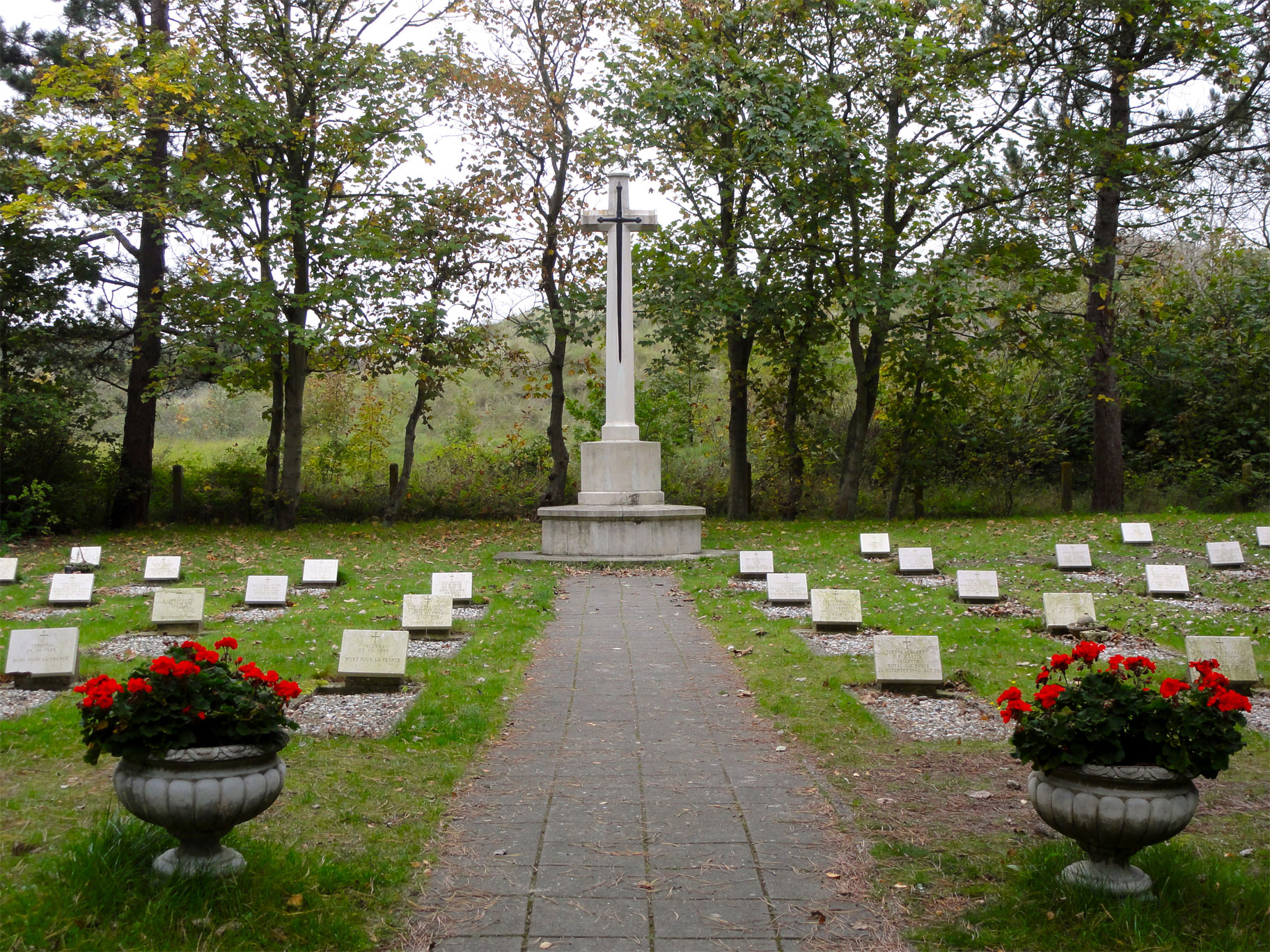
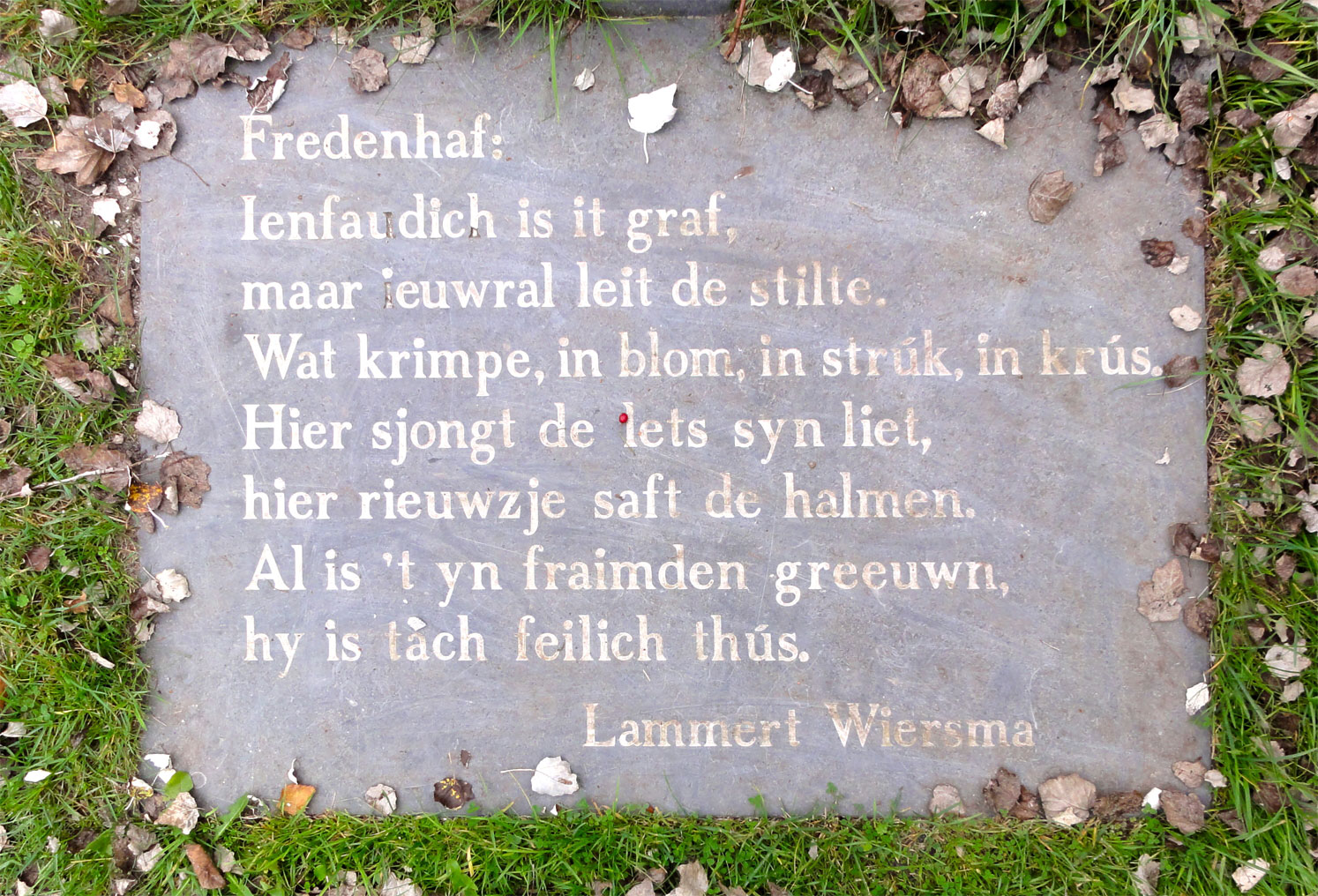
Gedicht van Lammert Wiersma over Vredenhof

## Boek en film
De journalist Wibo van de Linde schreef Het geheim van Vredenhof, een jeugdserie die in 1983 werd uitgezonden door de TROS. Het verhaal speelt zich af op en rond Schiermonnikoog, waarbij de Vredenhof een centrale rol speelt. Hoofdrolspelers waren Jelle de Jong en Heleen Faber.  De producent van de film, Jan Fischer, kocht eind 1982 het plaatselijke hotel Van der Werff. Hij zou in latere jaren voorzitter van de stichting "Vredenhof" worden. Vanwege onder meer deze activiteiten werd hij in 2010 benoemd tot ridder in de orde van Oranje Nassau. Na zijn overlijden is Fischer op 4 september 2014 begraven op Vredenhof.